# スティーヴン・ゴールドブラット
スティーヴン・ゴールドブラット（Stephen Goldblatt、1945年4月29日 - ）は南アフリカ共和国出身の映画撮影監督。

## 略歴
ロンドンのw:Royal College of Artで学び、ドキュメンタリーやコマーシャルを手がけるカメラマンとして活躍。1980年代半ばから映画の撮影を手がけるようになり、1992年の『サウス・キャロライナ/愛と追憶の彼方』と1995年の『バットマン フォーエヴァー』でアカデミー撮影賞にノミネートされた。

## 主な作品
- アウトランド Outland （1981年）
- ハンガー The Hunger （1983年）
- コットンクラブ The Cotton Club （1984年）
- ヤング・シャーロック/ピラミッドの謎 Young Sherlock Holmes （1985年）
- リーサル・ウェポン Lethal Weapon （1987年）
- 熱き愛に時は流れて Everybody's All-American （1988年）
- リーサル・ウェポン2/炎の約束 Lethal Weapon 2 （1989年）
- フォー・ザ・ボーイズ For the Boys （1991年）
- サウス・キャロライナ/愛と追憶の彼方 The Prince of Tides （1991年）
- 隣人 Consenting Adults （1992年）
- ペリカン文書 The Pelican Brief （1993年）
- バットマン フォーエヴァー Batman Forever （1995年）
- 素顔のままで Striptease （1996年）
- バットマン & ロビン Mr.フリーズの逆襲 Batman & Robin （1997年）
- ディープエンド・オブ・オーシャン The Deep End of the Ocean （1999年）
- エンジェルス・イン・アメリカ Angels in America （2004年）
- クローサー Closer （2004年）
- レント Rent （2005年）
- チャーリー・ウィルソンズ・ウォー Charlie Wilson's War （2007年）
- ジュリー&ジュリア Julie & Julia （2009年）
- パーシー・ジャクソンとオリンポスの神々 Percy Jackson & the Olympians: The Lightning Thief （2010年）
- ヘルプ 〜心がつなぐストーリー〜 The Help （2011年）
- ジェームス・ブラウン 最高の魂を持つ男 Get on Up （2014年）